# Franciscan Printing Press
Franciscan Printing Press – katolickie wydawnictwo z siedzibą w Jerozolimie, założone 28 stycznia 1847. Jego właścicielem jest franciszkańska Kustodia Ziemi Świętej.
Siedzibą wydawnictwa jest klasztor Najświętszego Zbawiciela (San Salvatore) w Dzielnicy Chrześcijańskiej Starego Miasta, tuż obok Bramy Nowej. Wydawnictwo specjalizuje się w publikowaniu książek związanych z historią chrześcijaństwa na Bliskim Wschodzie, archeologią, biblistyką oraz liturgiką. Większość publikacji przygotowywanych jest przez profesorów działającego w Jerozolimie Franciszkańskiego Studium Biblijnego oraz kairskiego Centrum Studiów o Chrześcijańskim Wschodzie.
Do stale wydawanych przez Franciscan Printing Press periodyków należą: SBF Liber Annuus, SBF Collectio Maior, SBF Collectio Minor, Analecta, Museum, Studia Orientalia Christiana. Collectanea oraz Studia Orientalia Christiana. Monographiæ.
Wydawnictwo publikowało dzieła następujących franciszkańskich specjalistów z dziedziny biblistyki, archeologii oraz filologii języków semickich: Gabriele Allegra, Bellarmino Bagattiego, Donato Baldiego, Virgilio Corbo, Angelo Lancellottiego, Paulina Lemaire, Gaudentiusa Orfaliego, Sylvestera Sallera, Augustusa Spijkermana oraz Maurusa Witzela.
Franciscan Printing Press specjalizuje się w propagowaniu idei ochrony miejsc świętych, przede wszystkim sanktuariów chrześcijańskich Ziemi Świętej (m.in. Betanii, Betfage, Emaus, Getsemani, Góry Tabor, Kafarnaum, Nazaretu, Góra Nebo, Tabgi).
Każdego roku wydawnictwo publikuje Kalendarz międzywyznaniowy, który podaje na każdy dzień wspomnienia liturgiczne, święta ruchome i stałe ważniejszych religii Ziemi Świętej.